# Francisco Boza
Francisco Juan Boza Dibós (* 19. září 1964 Lima) je peruánský sportovní střelec. Startoval v letech 1980–2004 na sedmi olympijských hrách, na olympiádě 1984 získal pro Peru stříbrnou medaili v disciplíně trap a na olympiádě 1988 obsadil čtvrté místo. V roce 2015 vyhrál trap na Panamerických hrách v Torontu a zajistil si tak nominaci na svou osmou olympiádu v kariéře. Na olympijských hrách 2016 v Rio de Janeiro byl vlajkonošem peruánské výpravy, skončil v trapu na 28. místě.
Je funkcionářem limského sportovního klubu Regatas, v letech 2011 až 2014 byl předsedou Peruánského sportovního institutu. V roce 2016 byl zatčen a obviněn z korupce a zneužívání pravomocí.
Také jeho mladší bratr Esteban Boza reprezentoval Peru ve střelbě na olympijských hrách.